# Festival del Cinema Europeo
Il Festival del Cinema Europeo è una rassegna cinematografica dedicata al cinema europeo in Italia che si svolge a Lecce dal 2000 (con la sola eccezione della prima edizione tenutasi a Corato, in provincia di Bari).

## Storia
La rassegna si svolge presso il cinema Multisala Massimo, in pieno centro del capoluogo salentino, ed ha un triplice scopo in quanto volto alla promozione del cinema europeo, di quello italiano e alla valorizzazione di giovani registi e autori. Inoltre il festival si propone di veicolare attraverso il cinema il dialogo e l'integrazione interculturale, e rappresenta un volano di promozione e sviluppo culturale, economico e sociale.
Nell'anno 2020, a causa della pandemia di COVID-19 il Festival si è tenuto in forma online tramite una piattaforma on-demand dal 31 Ottobre al 6 Novembre.
Nel 2021 l'edizione si è svolta nelle date: 6-13 Novembre 2021
Il principale premio assegnato è l'Ulivo d'oro Premio Cristina Soldano al Miglior Film; tra gli altri riconoscimenti vi sono quelli intitolati al noto critico cinematografico e saggista Mario Verdone: Premio Mario Verdone ed al noto regista e sceneggiatore tarantino Emidio Greco: Premio Emidio Greco, il premio Giuria FIPRESCI, il premio SNGCI per il Migliore Attore Europeo, il Premio Agiscuola, il premio per la Miglior Sceneggiatura e la Miglior Fotografia, il premio Rai Cinema Channel, il premio Unisalento, il premio speciale della Giuria, il Premio del Pubblico e il Premio Rotary Club Lecce.